# Vaejovis mendozai
Espèce
Vaejovis mendozai est une espèce de scorpions de la famille des Vaejovidae.

## Distribution
Cette espèce est endémique du Guerrero au Mexique. Elle se rencontre vers Ixcateopan de Cuauhtémoc.

## Description
Vaejovis mendozai mesure de 33,5 à 37,7 mm.

## Étymologie
Cette espèce est nommée en l'honneur de Jorge Iván Mendoza-Marroquín.

## Publication originale
- Contreras-Félix & Francke, 2021 : « New Species of Vaejovis CL Koch, 1836 (Scorpiones: Vaejovidae) with Comments on Lateral Aculear Serrations. » Southwestern Entomologist, vol. 46, no 1, p. 197-210.